# Нор-Ачин
Нор-Ачи́н (Нор Ачин, арм. Նոր Հաճն) — город в Котайкской области Армении. Расположен на правом берегу реки Раздан, в 9 км от железнодорожной станции Абовян и в 25 км к северу от Еревана. Нор-Ачин был крупным промышленным центром Армянской ССР. Однако после обретения Арменией независимости в 1991 году в городе сохранилось очень мало промышленных предприятий.

## История
Географическое положение современного Нор Ачина соответствует расположению исторического гавара Котайк провинции Айрарат Великой Армении.
Основан 26 февраля 1953 года как рабочий поселок возле Арзнинской ГЭС. В 1960-х годах новое поселение было названо Нор Ачин (Новый Ачин) в память об армянском городе Ачин в Киликии. В период с 1988 по 1990 год в Нор Ачине было переселено 374 армянских беженца из Азербайджана.

## Образование
В Нор-Ачине находится Военно-авиационный университет имени маршала Арменака Ханферянца.

## Галерея

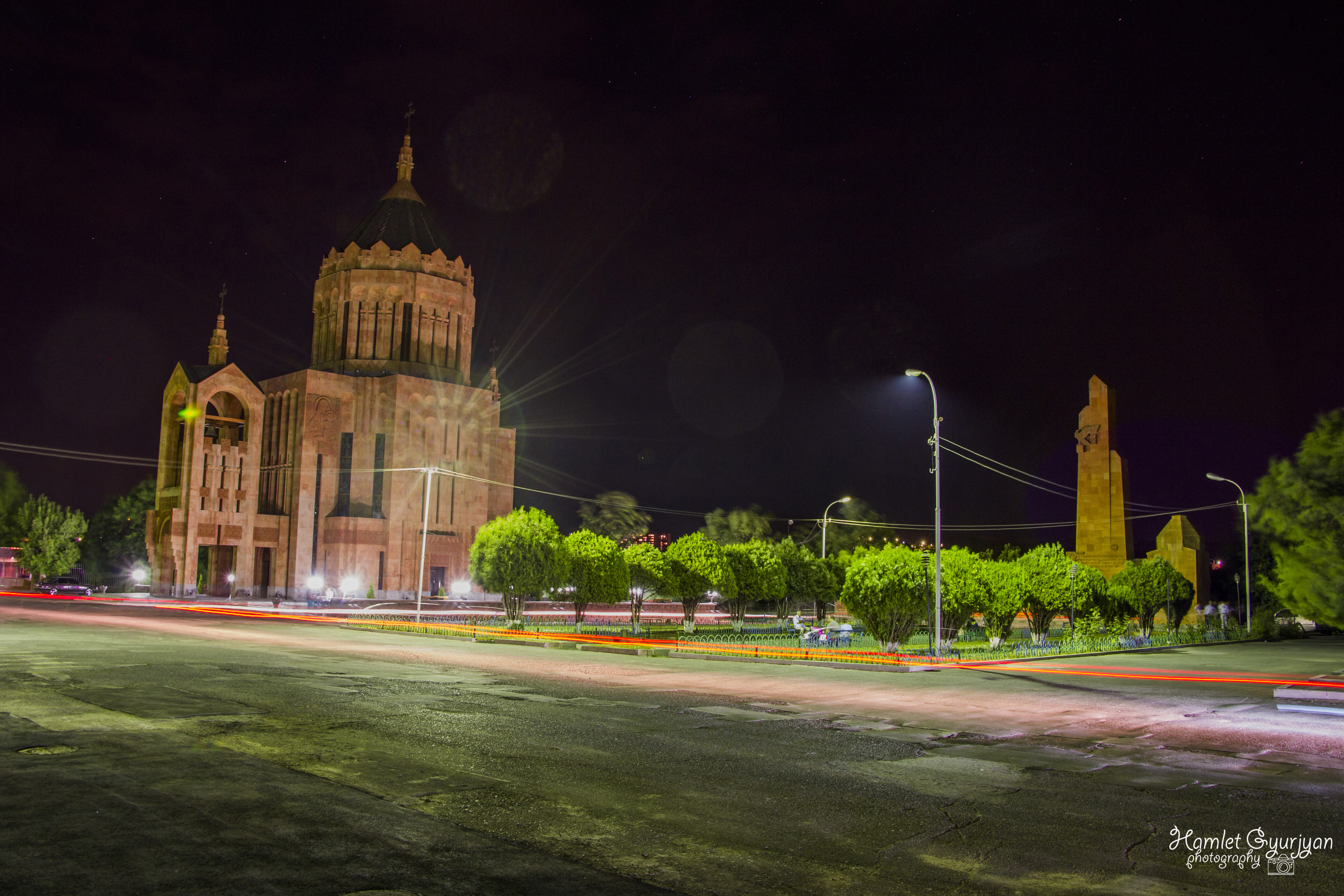
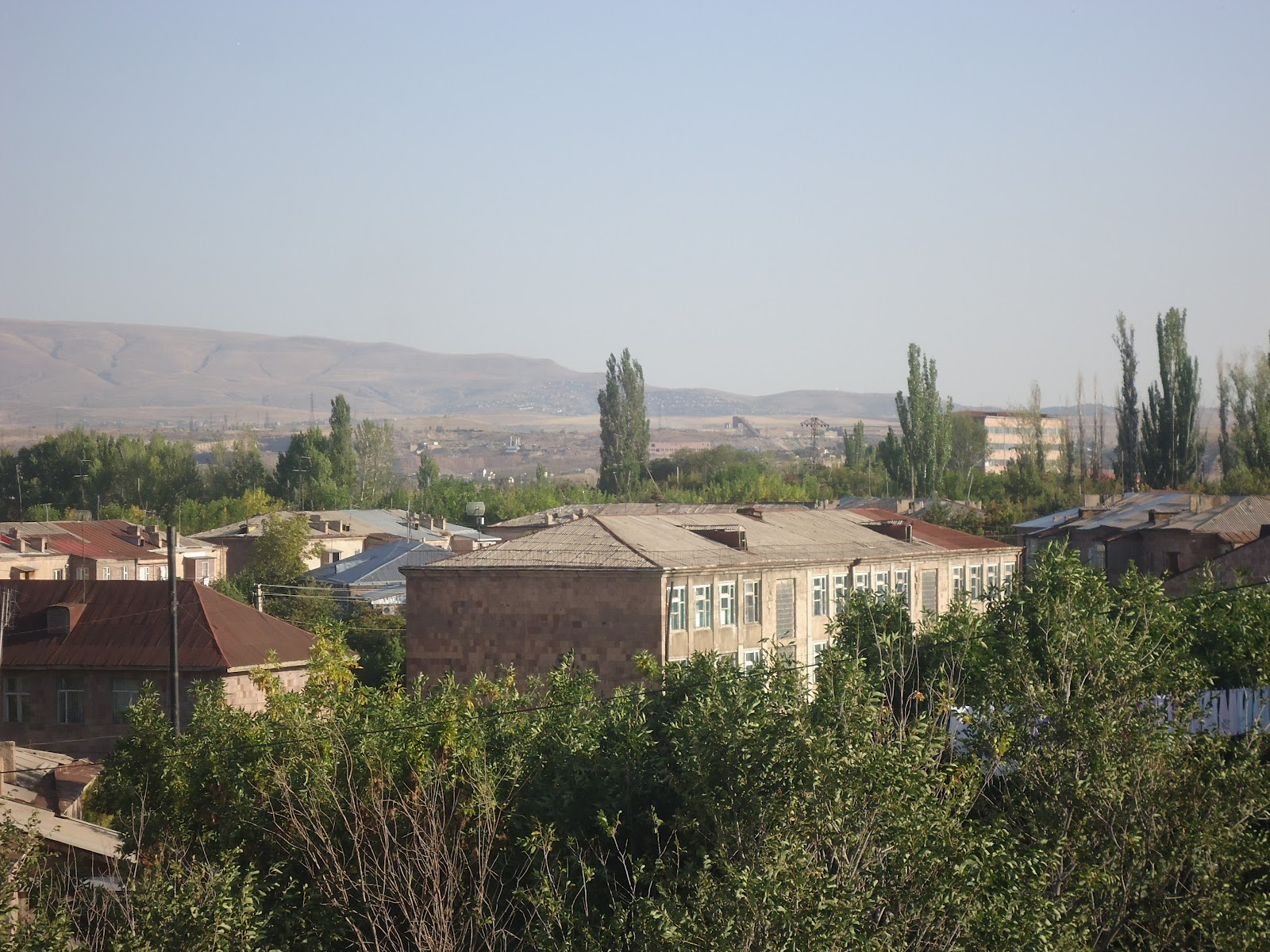